# Liên họ Bào ngư
Haliotoidea là một siêu họ của ốc biển, là động vật thân mềm chân bụng sống ở biển trong phân lớp Vetigastropoda (ghi nhận tại Phân loại Động vật chân bụng (Bouchet & Rocroi, 2005) ).

## Hình ảnh

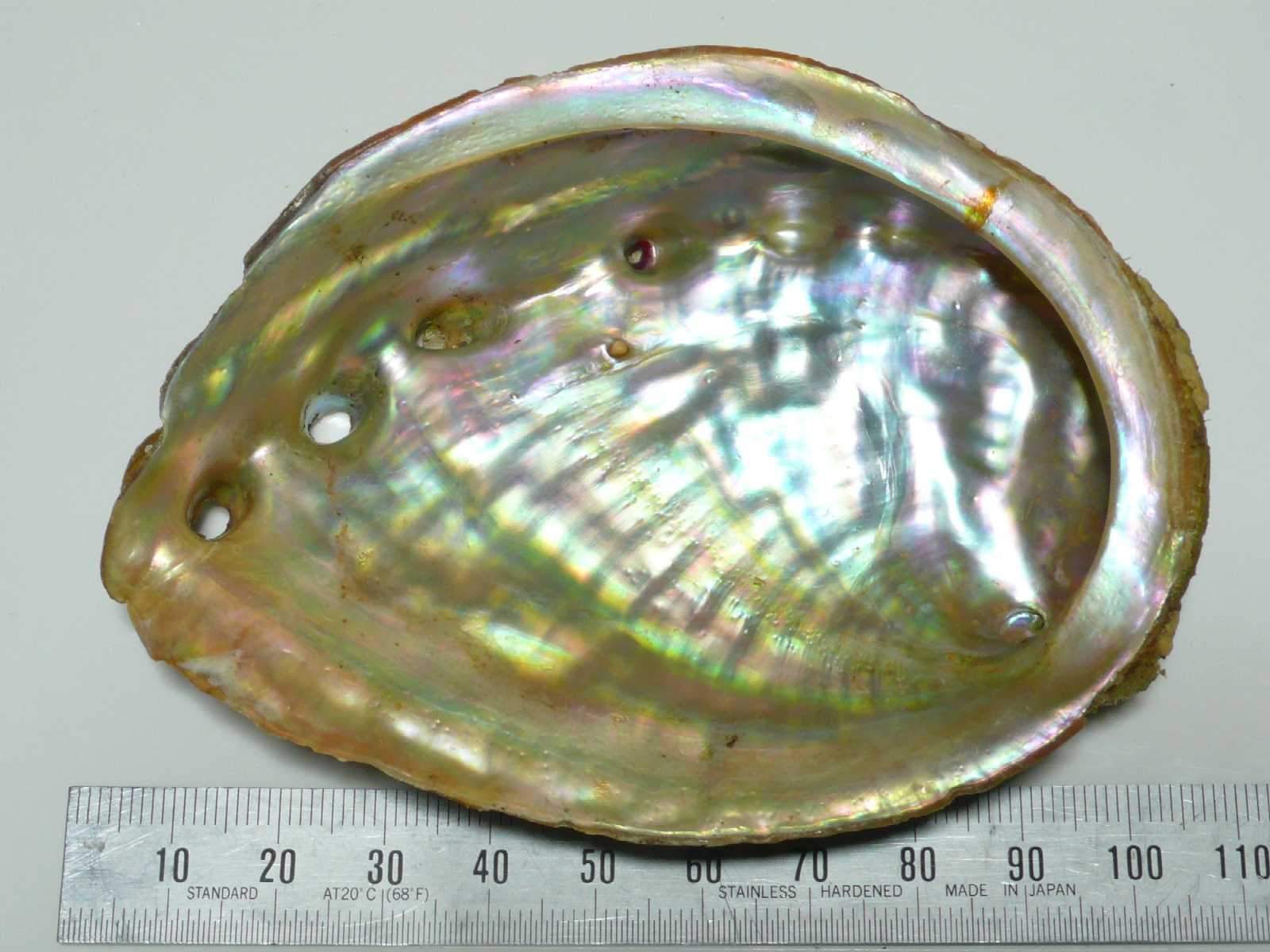

## Các họ
Siêu họ Haliotoidea bao gồm hai họ
- Họ Haliotidae.
- Họ Temnotropidae.